# Società Sportiva Calcio Palermo 1981-1982
Questa voce raccoglie le informazioni riguardanti la Società Sportiva Calcio Palermo nelle competizioni ufficiali della stagione 1981-1982.

## Stagione
Il campionato del nono anno consecutivo in Serie B va meglio del previsto e il Palermo scopre un nuovo bomber, l'attaccante Gianni De Rosa, che vince anche la classifica cadetta dei marcatori con 19 reti in 30 partite. In questa stagione 1981-1982, per la prima volta sotto la nuova gestione di Gaspare Gambino e negli anni ottanta, il Palermo perde il treno diretto per la promozione, per 5 punti, pareggiando di troppo alcune partite e perdendo a tavolino il derby col Catania, poiché il giocatore Renato Miele degli etnei venne colpito da un oggetto lanciato da un tifoso rosanero; il calciatore successivamente non ha disputato la gara, 2 punti buttati via, perché sul campo il Palermo aveva avuto la meglio grazie ad una rete di Giampaolo Montesano.
Di questa stagione resta memorabile il match in casa il 4 aprile 1982, contro la vincitrice del torneo cadetto e futura scudettata Verona di Osvaldo Bagnoli, vinto (1-0) dai rosanero con una rete del solito De Rosa, che difficilmente i tifosi palermitani dimenticheranno. Con il Verona sono salite in Serie A il Pisa e la Sampdoria, sono retrocesse in Serie C1 il Rimini, il Brescia, la Spal ed il Pescara.
In Coppa Italia il Palermo viene eliminato nella prima fase, dopo una vittoria e tre pareggi, nel secondo girone di qualificazione, che è stato vinto dal Catanzaro.

## Rosa

Giampaolo Montesano in azione nella trasferta di Pisa con la tradizionale divisa rosa: fu questa la prima stagione in cui il palermo sfoggiò uno sponsor di maglia.

| N. |                   | Ruolo | Calciatore             |
| -- | ----------------- | ----- | ---------------------- |
|    | Italia (bandiera) | P     | Angelo Conticelli      |
|    | Italia (bandiera) | P     | Graziano Piagnerelli   |
|    | Italia (bandiera) | P     | Cesidio Oddi           |
|    | Italia (bandiera) | D     | Tebaldo Bigliardi      |
|    | Italia (bandiera) | D     | Mauro Di Cicco         |
|    | Italia (bandiera) | D     | Ignazio Gnoffo         |
|    | Italia (bandiera) | D     | Silvio Violante Iozzia |
|    | Italia (bandiera) | D     | Luigino Pasciullo      |
|    | Italia (bandiera) | D     | Fausto Silipo          |
|    | Italia (bandiera) | D     | Giuseppe Volpecina     |
|    | Italia (bandiera) | D     | Maurizio Miranda       |
|    | Italia (bandiera) | D     | Castrense Campanella   |
|    | Italia (bandiera) | C     | Onofrio Barone         |
|    | Italia (bandiera) | C     | Bruno Caneo            |

| N. |                   | Ruolo | Calciatore                 |
| -- | ----------------- | ----- | -------------------------- |
|    | Italia (bandiera) | C     | Massimo De Stefanis        |
|    | Italia (bandiera) | C     | Gian Piero Gasperini       |
|    | Italia (bandiera) | C     | Vincenzo Lamia Caputo      |
|    | Italia (bandiera) | C     | Giacomo Modica             |
|    | Italia (bandiera) | C     | Giuseppe Romano            |
|    | Italia (bandiera) | C     | Antonio Maurizio Schillaci |
|    | Italia (bandiera) | C     | Rosolo Vailati             |
|    | Italia (bandiera) | C     | Mauro Amenta               |
|    | Italia (bandiera) | A     | Gianni De Rosa             |
|    | Italia (bandiera) | A     | Francesco La Rosa          |
|    | Italia (bandiera) | A     | Giampaolo Montesano        |
|    | Italia (bandiera) | A     | Andrea Conte               |
|    | Italia (bandiera) | A     | Antonio Lopez              |
|    | Italia (bandiera) | A     | Egidio Calloni             |

## Risultati

### Serie B

#### Girone di andata
| Arbitro: | Altobelli (Roma) |

|                          |           |                                             |
| De Stefanis 4’, 45’, 86’ | Marcatori | 58’ (aut.) De Stefanis 59’ Libera 74’ Iorio |

| Arbitro: | Patrussi (Ravenna) |

|                               |           |  |
| Silipo 12’ (aut.) Roselli 90’ | Marcatori |  |

| Arbitro: | Tonolini (Milano) |

|                            |           |  |
| Gasperini 14’ A. Conte 24’ | Marcatori |  |

| Arbitro: | Polacco (Conegliano) |

|           |           |               |
| Giani 25’ | Marcatori | 18’ Montesano |

| Foggia 11 ottobre 1981 5ª giornata | Foggia              | 0 – 0 | Palermo | Stadio Pino Zaccheria\| Arbitro: \| Tubertini (Bologna) \| |
| Arbitro:                           | Tubertini (Bologna) |       |         |                                                            |

| Arbitro: | Magni (Bergamo) |

|                                |           |  |
| Montesano 36’ Lopez 51’ (rig.) | Marcatori |  |

| Arbitro: | Paparesta (Bari) |

|             |           |           |
| Galvani 58’ | Marcatori | 34’ Lopez |

| Arbitro: | Prati (Parma) |

|  |           |                     |
|  | Marcatori | 64’ Scaini 85’ Caso |

| Arbitro: | Magni (Bergamo) |

|              |           |  |
| Guidolin 87’ | Marcatori |  |

| Arbitro: | Pirandola (Lecce) |

|                                                 |           |             |
| G. De Rosa 18’, 26’ Montesano 61’ Gasperini 72’ | Marcatori | 10’ Bilardi |

| Arbitro: | Falzier (Treviso) |

|                                   |           |                |
| Desolati 6’ Zagano 52’ Capone 90’ | Marcatori | 47’ G. De Rosa |

| Arbitro: | Ciulli (Roma) |

|                              |           |  |
| Gasperini 51’ G. De Rosa 89’ | Marcatori |  |

| Arbitro: | Vitali (Bologna) |

|                                     |           |                          |
| Pasciullo 52’ G. De Rosa 55’ (rig.) | Marcatori | 9’ Casale 42’ A. Bertoni |

| Arbitro: | Bianciardi (Siena) |

|                                 |           |                                         |
| Di Cicco 76’ (aut.) Volpati 86’ | Marcatori | 10’ De Stefanis 21’ Gasperini 72’ Lopez |

| Arbitro: | Leni (Perugia) |

|                |           |  |
| G. De Rosa 62’ | Marcatori |  |

| Arbitro: | Barbaresco (Cormons) |

|                                   |           |                |
| Gamberini 49’ Cantarutti 61’, 65’ | Marcatori | 71’ G. De Rosa |

| Arbitro: | Lops (Torino) |

|             |           |               |
| Galasso 17’ | Marcatori | 5’ G. De Rosa |

| Arbitro: | Falzier (Treviso) |

|                |           |              |
| G. De Rosa 24’ | Marcatori | 3’ Cinquetti |

| Arbitro: | Paparesta (Bari) |

|  |           |                                   |
|  | Marcatori | 23’, 70’ G. De Rosa 76’ Montesano |

#### Girone di ritorno
| Arbitro: | Vitali (Bologna) |

|                              |           |  |
| Acerbis 79’ Iorio 81’ (rig.) | Marcatori |  |

| Palermo 14 febbraio 1982 21ª giornata | Palermo          | 0 – 0 | Sampdoria | Stadio La Favorita\| Arbitro: \| Casarin (Milano) \| |
| Arbitro:                              | Casarin (Milano) |       |           |                                                      |

| Arbitro: | Patrussi (Ravenna) |

|  |           |                                                                 |
|  | Marcatori | 6’, 9’ De Stefanis 42’, 73’ G. De Rosa 58’ (aut.) E. Pellegrini |

| Arbitro: | Pirandola (Lecce) |

|                                      |           |               |
| De Stefanis 5’ G. De Rosa 75’ (rig.) | Marcatori | 4’ Redeghieri |

| Arbitro: | Tani (Livorno) |

|                              |           |              |
| Montesano 44’ G. De Rosa 65’ | Marcatori | 74’ Frigerio |

| Cava dei Tirreni 14 marzo 1982 25ª giornata | Cavese            | 0 – 0 | Palermo | Stadio Comunale\| Arbitro: \| Tonolini (Milano) \| |
| Arbitro:                                    | Tonolini (Milano) |       |         |                                                    |

| Arbitro: | Parussini (Udine) |

|                       |           |  |
| La Rosa 61’ Caneo 64’ | Marcatori |  |

| Arbitro: | Pieri (Genova) |

|                       |           |  |
| Cavagnetto 88’ (rig.) | Marcatori |  |

| Arbitro: | Bianciardi (Siena) |

|                |           |  |
| G. De Rosa 62’ | Marcatori |  |

| Arbitro: | Tonolini (Milano) |

|  |           |                     |
|  | Marcatori | 65’ Lopez 85’ Caneo |

| Arbitro: | Parussini (Udine) |

|               |           |           |
| Pasciullo 38’ | Marcatori | 20’ Fagni |

| Arbitro: | D'Elia (Salerno) |

|                                      |           |                |
| Di Giovanni 19’ Mauti 31’ Auteri 79’ | Marcatori | 45’ G. De Rosa |

| Arbitro: | Longhi (Roma) |

|                                          |           |                |
| Casale 5’, 41’ (rig.) R. Bergamaschi 47’ | Marcatori | 6’ De Stefanis |

| Arbitro: | Lops (Torino) |

|                                |           |  |
| Lamia Caputo 18’ Montesano 21’ | Marcatori |  |

| San Benedetto del Tronto 16 maggio 1982 34ª giornata | Sambenedettese    | 0 – 0 | Palermo | Stadio Fratelli Ballarin\| Arbitro: \| Angelelli (Terni) \| |
| Arbitro:                                             | Angelelli (Terni) |       |         |                                                             |

| Arbitro: | Facchin (Udine) |

|               |           |  |
| Montesano 50’ | Marcatori |  |

| Arbitro: | Barbaresco (Cormons) |

|                       |           |                 |
| G. De Rosa 34’ (rig.) | Marcatori | 32’ (aut.) Oddi |

| Arbitro: | Ballerini (La Spezia) |

|                              |           |             |
| Magistrelli 17’ Ferrante 44’ | Marcatori | 90’ Vailati |

| Arbitro: | Pezzella (Frattamaggiore) |

|                                                |           |                        |
| G. De Rosa 57’ (rig.) Schillaci 65’ Modica 82’ | Marcatori | 22’ Vagheggi 78’ Bigon |

### Coppa Italia

#### Primo turno
| Arbitro: | Pezzella (Frattamaggiore) |

|        |           |                 |
| Re 22’ | Marcatori | 17’ De Stefanis |

| Palermo 30 agosto 1981 3ª giornata | Palermo          | 0 – 0 | Catanzaro | Stadio La Favorita\| Arbitro: \| Paparesta (Bari) \| |
| Arbitro:                           | Paparesta (Bari) |       |           |                                                      |

| Arbitro: | Pairetto (Torino) |

|               |           |             |
| A. Bordon 42’ | Marcatori | 13’ Calloni |

| Arbitro: | Facchin (Udine) |

|             |           |  |
| Vailati 73’ | Marcatori |  |

## Statistiche

### Statistiche di squadra
| Competizione | Punti | In casa | In casa | In casa | In casa | In casa | In casa | In trasferta | In trasferta | In trasferta | In trasferta | In trasferta | In trasferta | Totale | Totale | Totale | Totale | Totale | Totale | DR  |
| Competizione | Punti | G       | V       | N       | P       | Gf      | Gs      | G            | V            | N            | P            | Gf           | Gs           | G      | V      | N      | P      | Gf     | Gs     | DR  |
| ------------ | ----- | ------- | ------- | ------- | ------- | ------- | ------- | ------------ | ------------ | ------------ | ------------ | ------------ | ------------ | ------ | ------ | ------ | ------ | ------ | ------ | --- |
| Serie B      | 42    | 19      | 11      | 6       | 2       | 31      | 17      | 19           | 4            | 6            | 9            | 21           | 25           | 38     | 15     | 12     | 11     | 52     | 42     | +10 |
| Coppa Italia | 5     | 2       | 1       | 1       | 0       | 1       | 0       | 2            | 0            | 2            | 0            | 2            | 2            | 4      | 1      | 3      | 0      | 3      | 2      | +1  |
| Totale       |       | 21      | 12      | 7       | 2       | 32      | 17      | 21           | 4            | 8            | 9            | 23           | 27           | 42     | 16     | 15     | 11     | 55     | 44     | +11 |

### Statistiche dei giocatori
| Giocatore       | Serie B  | Serie B | Serie B     | Serie B    | Coppa Italia | Coppa Italia | Coppa Italia | Coppa Italia | Totale   | Totale | Totale      | Totale     |
| Giocatore       | Presenze | Reti    | Ammonizioni | Espulsioni | Presenze     | Reti         | Ammonizioni  | Espulsioni   | Presenze | Reti   | Ammonizioni | Espulsioni |
| --------------- | -------- | ------- | ----------- | ---------- | ------------ | ------------ | ------------ | ------------ | -------- | ------ | ----------- | ---------- |
| T. Bigliardi    | 7        | 0       | ?           | ?          | ?            | ?            | ?            | ?            | 7+       | 0+     | ?           | ?          |
| E. Calloni      | 1        | 0       | ?           | ?          | ?            | ?            | ?            | ?            | 1+       | 0+     | ?           | ?          |
| B. Caneo        | 27       | 2       | ?           | ?          | ?            | ?            | ?            | ?            | 27+      | 2+     | ?           | ?          |
| A. Conte        | 8        | 1       | ?           | ?          | ?            | ?            | ?            | ?            | 8+       | 1+     | ?           | ?          |
| A. Conticelli   | 1        | -3      | ?           | ?          | ?            | ?            | ?            | ?            | 1+       | -3+    | ?           | ?          |
| G. De Rosa      | 30       | 19      | ?           | ?          | ?            | ?            | ?            | ?            | 30+      | 19+    | ?           | ?          |
| M. De Stefanis  | 36       | 8       | ?           | ?          | ?            | ?            | ?            | ?            | 36+      | 8+     | ?           | ?          |
| M. Di Cicco     | 36       | 0       | ?           | ?          | ?            | ?            | ?            | ?            | 36+      | 0+     | ?           | ?          |
| G. Gasperini    | 37       | 4       | ?           | ?          | ?            | ?            | ?            | ?            | 37+      | 4+     | ?           | ?          |
| S. Iozzia       | 3        | 0       | ?           | ?          | ?            | ?            | ?            | ?            | 3+       | 0+     | ?           | ?          |
| V. Lamia Caputo | 28       | 1       | ?           | ?          | ?            | ?            | ?            | ?            | 28+      | 1+     | ?           | ?          |
| F. La Rosa      | 8        | 1       | ?           | ?          | ?            | ?            | ?            | ?            | 8+       | 1+     | ?           | ?          |
| A. Lopez        | 35       | 4       | ?           | ?          | ?            | ?            | ?            | ?            | 35+      | 4+     | ?           | ?          |
| G. Modica       | 9        | 1       | ?           | ?          | ?            | ?            | ?            | ?            | 9+       | 1+     | ?           | ?          |
| G. Montesano    | 37       | 6       | ?           | ?          | ?            | ?            | ?            | ?            | 37+      | 6+     | ?           | ?          |
| C. Oddi         | 23       | -19     | ?           | ?          | ?            | ?            | ?            | ?            | 23+      | -19+   | ?           | ?          |
| L. Pasciullo    | 35       | 2       | ?           | ?          | ?            | ?            | ?            | ?            | 35+      | 2+     | ?           | ?          |
| G. Piagnerelli  | 15       | -18     | ?           | ?          | ?            | ?            | ?            | ?            | 15+      | -18+   | ?           | ?          |
| A. Schillaci    | 1        | 0       | ?           | ?          | ?            | ?            | ?            | ?            | 1+       | 0+     | ?           | ?          |
| F. Silipo       | 23       | 0       | ?           | ?          | ?            | ?            | ?            | ?            | 23+      | 0+     | ?           | ?          |
| R. Vailati      | 34       | 1       | ?           | ?          | ?            | ?            | ?            | ?            | 34+      | 1+     | ?           | ?          |
| G. Volpecina    | 38       | 0       | ?           | ?          | ?            | ?            | ?            | ?            | 38+      | 0+     | ?           | ?          |